# Message to Adolf
Message to Adolf, in Japan bekend als Adolf ni Tsugu (アドルフに告ぐ, Adorufu ni Tsugu), is een manga van Osamu Tezuka. Het verhaal speelt zich voor, tijdens en na de Tweede Wereldoorlog af en gaat over drie mannen met als voornaam Adolf. Adolf Kamil is een Asjkenazische Jood die in Japan woont. Zijn beste vriend, Adolf Kaufmann, is van Duits-Japanse afkomst. De derde Adolf is Adolf Hitler. De strip volgt naast deze drie figuren ook de journalist Sohei Toge die op zoek is naar documenten die de oorlog kunnen beëindigen. Deze manga handelt over thema's zoals nationaliteit, etniciteit, racisme en oorlog en bevat elementen van een coming of age verhaal, spionagefictie en een historisch drama.

## Verhaal
Het verhaal begint in 1936 wanneer de Japanse journalist Sohei Toge naar Berlijn reist om verslag te doen van de Olympische Zomerspelen. Aldaar ontdekt hij dat zijn jongere broer, die er studeerde als internationaal student, vermoord is en connecties had met communistische organisaties. Alle sporen van de studies van zijn broer zijn verdwenen. Toge ontdekt dat de moord te maken heeft met een verzameling documenten die zijn broer naar Japan had gestuurd die bewijs bevatten dat Adolf Hitler van Joodse afkomst is.
Wolfgang Kaufmann, een lid van de NSDAP die in Japan woont, wordt opgedragen om de documenten te vinden. Kaufmann verwacht van zijn Japans-Duitse zoon Adolf Kaufmann dat hij Hitlers politiek steunt, maar Adolf weigert omdat zijn beste vriend Adolf Kamil de zoon is van Duitse Joden. Wolfgang sterft tijdens zijn zoektocht naar de documenten en verplicht op zijn doodsbed zijn zoon om zich aan te sluiten bij de Hitlerjugend. Aldaar wordt Kaufmann gedwongen om Kamils vader te vermoorden als een loyaliteitstest. Zijn trouw wordt verder op de proef gesteld wanneer hij verliefd wordt op een Duits meisje van Joods-Chinese afkomst. Hij smokkelt haar naar Kamil in Japan, maar slaagt er niet in haar familie te redden. De Tweede Chinees-Japanse Oorlog breekt uit en brengt Japan in een staat van militarisme en paranoia. In deze periode wordt Kamil de vertrouweling van zijn leerkracht Ogi, die connecties heeft met de Japanse anti-oorlogsgroeperingen.
Naarmate de jaren vorderen, raken de levens van de drie Adolfs steeds meer met elkaar verwikkeld. Ondertussen blijft Toge de moordenaar van zijn broer zoeken. Na folteringen door de Gestapo ontdekt Toge dat de vriendin van zijn broer een spion is voor haar vader, inspecteur Lampe. Toge confronteert haar met dit feit, waarna ze bekent dat zij Toge's broer bij de SS heeft aangegeven. Na een kort gevecht verkracht Toge het meisje, waarna zij zelfmoord pleegt. Eens terug in Japan wordt Toge het doelwit van zowel de Kempeitai als de Duitse geheime diensten, die nog steeds op zoek zijn naar de documenten. Met behulp van Ogi vindt hij de documenten terug. Hij bevriendt een Japanse politieagent die hem helpt om de documenten te verbergen op een eiland. Op het eiland wordt hij echter geconfronteerd door Lampe, die wraak wil voor zijn dochter. Na een gevecht ontvlucht Toge het eiland. De documenten worden doorgegeven aan Kamil, die nu samenwoont met zijn vriendin Eliza. In 1941, na de Duitse aanvallen op de Soviets, besluit Toge dat de documenten veiliger zouden zijn in de handen van Honda, de zoon van een Japanse generaal die voor de Soviets spioneert. Honda wordt geëxecuteerd door zijn vader voor verraad, maar slaagt er in om de documenten te begraven voor zijn dood.
Tijdens de jaren 1941-1945 klimt Kaufmann op in de rangen van de NSDAP. Uiteindelijk wordt hij een trouwe handlanger van Hitler. Na Operatie Walküre, waarna Hitler steeds onstabieler wordt, wordt Kaufmann door Lampe naar Japan gestuurd om er het werk van zijn vader Wolfgang af te maken. Daar ontdekt hij dat Toge met zijn moeder getrouwd is en dat Kamil verloofd is met Eliza. Hij verkracht Eliza en slaat Kamil in elkaar wanneer deze Eliza komt wreken. Voor zijn daden wordt hij onterfd door zijn moeder, waarna hij hersenschade oploopt tijdens de bombardementen in Kobe. Kaufmanns zoektocht naar de documenten leiden eindelijk tot succes, maar slecht na Hitlers dood, waardoor de documenten nutteloos zijn geworden.
Kaufmann en Kamil ontmoeten elkaar opnieuw tijdens een conflict tussen Israël en Libanon in de jaren 1960. Kaufmanns echtgenote en dochter worden er vermoord door Kamil, waarna hij Kamil uitdaagt tot een duel. Kamil onthult het feit dat hij weet dat Kaufmann zijn vader heeft geëxecuteerd. Na een gevecht schiet hij als wraak Kaufmann neer.
In de jaren 1980 bezoekt Toge Israël om Kamils familie te bezoeken nadat Kamil is gestorven in een bomaanval. Toge besluit een boek te schrijven getiteld "Rapporteren aan Adolf". Het boek gaat over het leven van de drie Adolfs en toont de gevolgen waartoe het concept "gerechtigheid" kunnen leiden.

## Uitgaven
Cadence Books, VIZ Media en later Vertical, Inc. brachten Engelse uitgaven van deze manga uit. Conrad Editora verzorgde de Braziliaanse vertaling. De Franse versie is van Tonkam, Carlsen Verlag voorzag een Duitse versie, Hazard een Italiaanse en Planeta DeAgostini een Spaanse. In 2006 waren er plannen voor een Nederlandstalige uitgave door uitgeverij Xtra onder de titel De Drie Adolfs.